# Gmina Vejen
Gmina Vejen (duń. Vejen Kommune) – gmina w Danii w regionie Dania Południowa.
Gmina powstała 1 stycznia 2007 roku na mocy reformy administracyjnej z połączenia gmin Rødding, Brørup, Holsted i poprzedniej gminy Vejen.
Siedzibą władz gminy jest miasto Vejen.